# Alan Tudyk
Alan Tudyk est un acteur américain, né le 16 mars 1971 à El Paso au Texas.

## Biographie
Alan Tudyk est né le 16 mars 1971 à El Paso, Texas. Ses parents sont Betty Loyce Wiley et Timothy Nicholas Tudyk.
Il a une sœur, Shannon Tudyk.
Il se forme à la Juilliard School, qu'il quitte en 1996 sans obtenir de diplôme.

### Vie privée
Il est marié à Charissa Barton depuis 2016.

### Débuts au cinéma et percée télévisuelle

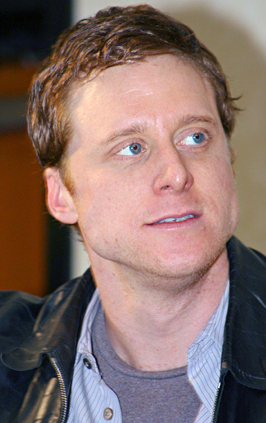
L'acteur à une convention de fans de Firefly, fin 2005.

Après quelques petits rôles au cinéma en 2001 — la potache mais remarquée comédie Dodgeball ! Même pas mal !, puis les drames Wonder Boys, de Curtis Hanson et  Chevalier, de Brian Helgeland —, il est révélé l'année suivante en faisant partie de la distribution d'acteurs quasi inconnus rassemblés par Joss Whedon pour sa nouvelle série, Firefly. Le comédien se voit confier le rôle du pilote du vaisseau Serenity, l'iconoclaste et astucieux Hoban « Wash » Washburne. Le programme est acclamé par la critique, mais sa diffusion est arrêtée par la chaîne FOX au bout de 11 épisodes sur les 14 produits, faute d'audiences.
Parallèlement, l'acteur se fait remarquer dans le secteur de la capture de mouvement, en prêtant ses traits et sa voix au robot Sonny dans le blockbuster de science-fiction I, Robot, d'Alex Proyas, sorti en 2004. L'année suivante, il retrouve la bande de Firefly pour le film Serenity, concluant la série télévisée, sous la direction du créateur Joss Whedon. L'année suivante, il revient à la télévision le temps d'un épisode de CSI, dans lequel il joue un criminel redoutable et inquiétant.
En 2007, l'acteur fait partie du casting de la comédie Joyeuses Funérailles, de Frank Oz, et de l'équipée sauvage du western 3h10 pour Yuma, de James Mangold. L'ensemble de la distribution masculine voit son travail récompensé. Parallèlement, Joss Whedon lui confie un rôle récurrent dans sa nouvelle série Dollhouse. L'acteur y incarne un tueur psychopathe, Alpha, l'antagoniste de l'héroïne durant une première saison diffusée début 2009 par la chaîne FOX. Il ne revient qu'en tant qu'invité dans la saison 2. Entre-temps, il joue dans trois épisodes de la série de science-fiction V, à l'occasion de laquelle il retrouve son ancienne partenaire de Firefly, Morena Baccarin. Mais surtout, il est recruté pour intégrer la distribution principale d'une nouvelle comédie loufoque de la chaîne ABC, Suburgatory. Durant trois saisons diffusées entre 2011 et 2014, il y joue le dentiste Noah Warner.

### Seconds rôles au cinéma et confirmation dans les voix
En 2010, l'acteur passe au premier rôle en tête d'affiche de la comédie horrifique Tucker et Dale fightent le mal, d'Eli Craig. Puis, en 2011, il évolue dans la méga-production Transformers 3 : La Face cachée de la Lune, de Michael Bay.
La même année, il confirme dans l'animation, en feignant un accent français pour le personnage de Simone, dans la comédie d'aventures jeunesse Alvin et les Chipmunks 3, puis en 2012 en faisant partie de la distribution vocale du confidentiel et indépendant Strange Frame. Mais surtout, il prête sa voix à King Candy dans le blockbuster d'animation des studios Disney Les Mondes de Ralph. Sa performance lui vaut le Annie Award pour Voice Acting. Le studio lui confie alors la voix du duc de Weselton dans leur prochaine production familiale, prévue pour l'hiver 2013, La Reine des neiges, qui demeure un succès commercial planétaire. Disney lui confie ainsi le rôle d'Alistair Krei dans son film d'animation suivant, Les Nouveaux Héros.
Parallèlement, l'acteur continue à évoluer dans des productions plus classiques : d'abord en incarnant un candidat démocrate dans le film fantastique Abraham Lincoln, chasseur de vampires, de Timur Bekmambetov, puis en retrouvant le scénariste et réalisateur Brian Helgeland pour le biopic sportif 42. Il y joue Ben Chapman, ex-joueur de baseball devenu le manager des Phillies de Philadelphie qui s'opposa à la présence de Jackie Robinson dans une équipe de ligue majeure en raison de sa couleur de peau.
En 2014, il joue dans les films indépendants Welcome to Me et Tell. Puis en 2015, il prête ses traits à une autre figure réelle, Ian McLellan Hunter, pour le biopic Dalton Trumbo. Il reste également fidèle à la science-fiction en incarnant Markus dans le blockbuster de science-fiction pour ados Le Labyrinthe : La Terre brûlée, de Wes Ball.

### Diversification

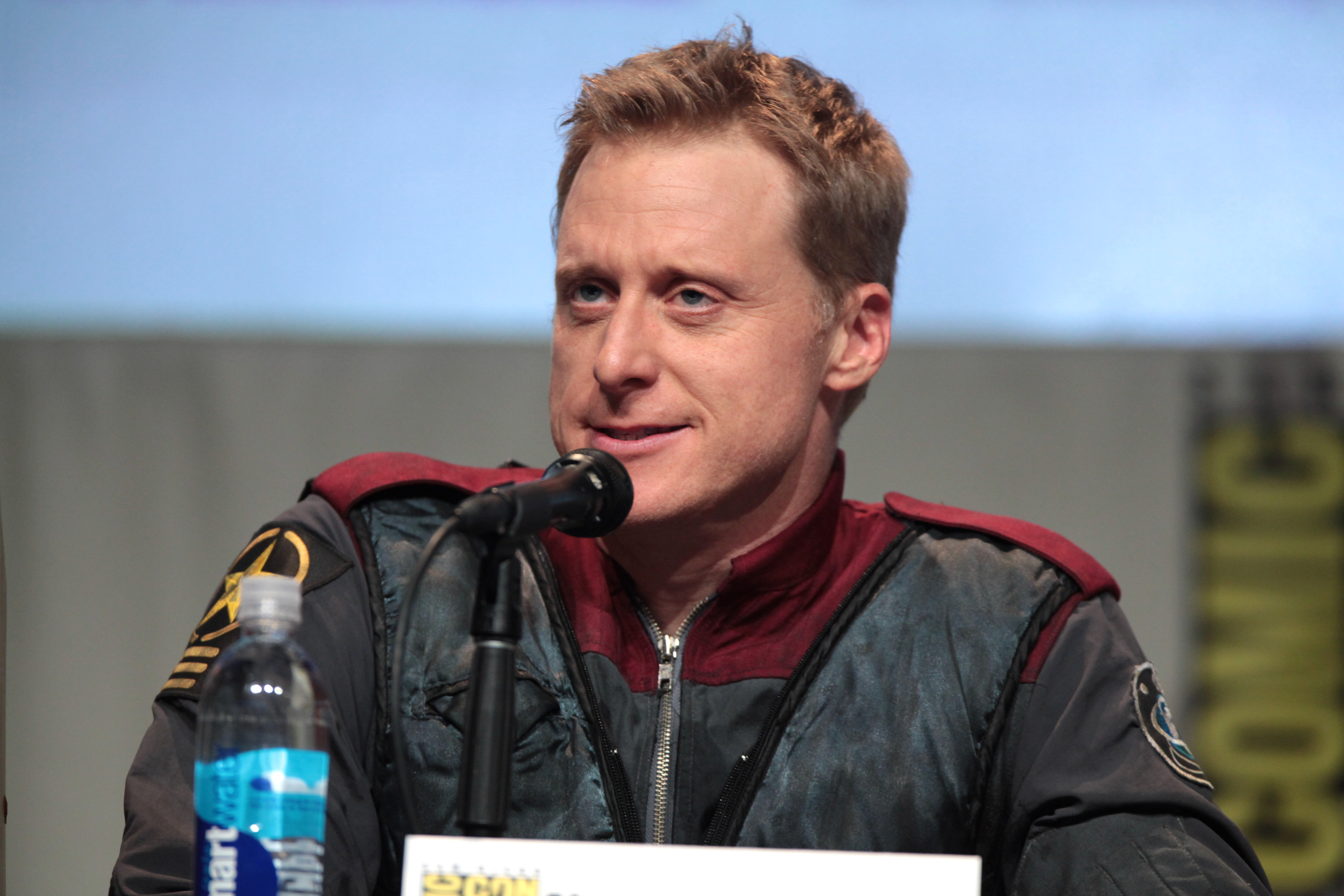
L'acteur et producteur de Con-Man, au Comic-Con de San Diego 2015.

En septembre 2015, il lance Con-Man, sa propre web-série en tant que scénariste-réalisateur et principal interprète, sur la plateforme collaborative Vimeo. Basée sur son expérience des conventions de fans de science-fiction, le programme est une satire d'un écosystème à part du monde hollywoodien. Tudyk y invite de nombreux anciens collaborateurs, et notamment les acteurs de Firefly. En tête, son ami, l'ex-Malcolm Reynolds, interprété par Nathan Fillion, jouant plus ou moins son propre rôle : celui d'un acteur reconverti en tête d'affiche d'une série très populaire. Ce projet indépendant, remarqué, passe sur la plateforme Comic-Con HQ pour sa seconde saison diffusée fin 2016.
En 2016 toujours, l'acteur poursuit sa fructueuse collaboration avec les studios Disney, d'abord à travers un caméo dans l'acclamé film d'animation Zootopie, de Byron Howard et Rich Moore, puis en donnant sa voix à Heihei dans l'épopée Vaiana : La Légende du bout du monde, de Ron Clements et John Musker, et surtout en incarnant le droïde K-2SO dans l'attendu film dérivé Rogue One: A Star Wars Story, de Gareth Edwards.
Parallèlement, l'acteur tourne les premiers épisodes d'une nouvelle série de super-héros, Powerless. Il a également été annoncé au casting de la saison 2 de la série Dirk Gently, détective holistique.

## Filmographie

### Cinéma

#### Longs métrages
- 1997 : 35 Miles from Normal de Mark Schwahn : Trevor
- 1998 : Docteur Patch (Patch Adams) de Tom Shadyac : Everton
- 2000 : 28 Jours en sursis (28 days) de Betty Thomas : Gerhardt
- 2001 : Wonder Boys de Curtis Hanson : Traxler
- 2001 : Chevalier (A Knight's Tale) de Brian Helgeland : Wat
- 2002 : Cœurs perdus en Atlantide (Hearts in Atlantis) de Scott Hicks : Monte Man
- 2002 : L'Âge de glace (Ice Age) de Chris Wedge et Carlos Saldanha : Lenny / Dab (voix)
- 2004 : I, Robot d'Alex Proyas : Sonny
- 2004 : Dodgeball ! Même pas mal ! (Dodgeball: A True Underdog Story) de Rawson Marshall Thurber : Steve
- 2004 : Meet Market de Charlie Loventhal : Danny
- 2005 : Serenity de Joss Whedon : Hoban « Wash » Washburne
- 2005 : Rx d'Ariel Vromen : Pepe
- 2006 : L'Âge de glace 2 (Ice Age: The Meltdown) de Carlos Saldanha : Cholly (voix)
- 2007 : Joyeuses Funérailles (Death at a Funeral) de Frank Oz : Simon
- 2007 : En cloque, mode d'emploi (Knocked Up) de Judd Apatow : Jack
- 2007 : 3h10 pour Yuma (3:10 to Yuma) de James Mangold : Doc Potter
- 2009 : Astro Boy de David Bowers : M. Squeegee (voix)
- 2010 : Tucker et Dale fightent le mal (Tucker and Dale vs Evil) d'Eli Craig : Tucker
- 2011 : Transformers 3 : La Face cachée de la Lune (Transformers : Dark of the Moon) de Michael Bay : Dutch
- 2011 : Alvin et les Chipmunks 3 (Alvin and the Chipmunks: Chipwrecked) de Mike Mitchell : Simon (voix)
- 2011 : Conception de Josh Stolberg : Mark
- 2012 : Strange Frame de G. B. Hajim : Chat (voix)
- 2012 : Les Mondes de Ralph (Wreck-It Ralph) de Rich Moore : Roi Candy (voix)
- 2012 : L'Âge de glace 4 : La Dérive des continents (Ice Age: Continental Drift) de Steve Martino et Mike Thurmeier : Milton (voix)
- 2013 : La Reine des neiges (Frozen) de Chris Buck et Jennifer Lee : Duc de Weselton (voix)
- 2013 : 42 de Brian Helgeland : Ben Chapman
- 2014 : Les Nouveaux Héros (Big Hero 6) de Don Hall et Chris Williams : Alistair Krei (voix)
- 2014 : Premature de Dan Beers : Jack Roth
- 2014 : Welcome to Me de Shira Piven (en) : Ted Thurber
- 2014 : Tell de J. M. R. Luna : Morton
- 2015 : Dalton Trumbo (Trumbo) de Jay Roach : Ian McLellan Hunter
- 2015 : Le Labyrinthe : La Terre brûlée (Maze Runner: The Scorch Trials) de Wes Ball : Markus
- 2015 : Opération Pingouins (Oddball) de Stuart McDonald : Bradley Slater
- 2016 : Rogue One: A Star Wars Story de Gareth Edwards : K-2SO (voix / capture de mouvement)
- 2016 : Zootopie (Zootopia) de Byron Howard et Rich Moore : Duke Weaselton (voix)
- 2016 : Vaiana : La Légende du bout du monde (Moana) de Ron Clements et John Musker : Heihei (voix)
- 2016 : Shangri-La Suite d'Eddie O'Keefe : Dr Sanborn
- 2018 : Deadpool 2 de David Leitch : Luke
- 2018 : Ralph 2.0 (Ralph Breaks the Internet) de Rich Moore et Phil Johnston : JeSaisTout (voix)
- 2019 : Aladdin de Guy Ritchie : Iago (voix)
- 2019 : La Reine des neiges 2 (Frozen 2) de Chris Buck et Jennifer Lee : Un soldat (voix)
- 2020 : Eat Wheaties ! de Scott Abramovitch : Dave Lambert
- 2021 : Raya et le Dernier Dragon (Raya and the Last Dragon) de Don Hall et Carlos López Estrada, Paul Briggs et John Ripa : Tuk Tuk (voix)
- 2021 : Encanto : La Fantastique Famille Madrigal (Encanto) de Byron Howard : Pico le Toucan (voix)
- 2021 : Playing God de Scott Brignac : Ben
- 2021 : Distancing Socially de Chris Blake : Noel
- 2022 : Avalonia : L'Étrange Voyage (Strange World) de Don Hall : le narrateur et Duffle
- 2023 : Peter Pan et Wendy (Peter Pan & Wendy) de David Lowery : George Darling
- 2023 : Wish : Asha et la Bonne Étoile de Jennifer Lee et Chris Buck : Valentino
- 2024 : Dîner à l'anglaise (The Trouble with Jessica) de Matt Winn : Tom
- 2025 : Superman de James Gunn : Nº4 / « Gary », l'un des robots au service de Superman (voix)
- 2025 : Zootopie 2 (Zootopia 2) de Jared Bush : Healy

#### Courts métrages
- 2009 : Bed Ridden de Jonathan Heap : Détective Kurtz
- 2014 : Son of a Barman de Bennett Lasseter : Bill Snyder

### Télévision

#### Séries télévisées
- 2000 : Strangers with Candy : le père
- 2000 : Frasier : Todd Peterson
- 2002 : Firefly : Hoban « Wash » Washburne
- 2005 : Into the West : Nathan Wheeler
- 2005 / 2013 / 2019 : Arrested Development : Pasteur Veal
- 2006 : Les Experts (CSI: Crime Scene Investigation) : Carl Fisher
- 2009 : Dollhouse : Stephen Kepler / Alpha
- 2009 : V : Dale Maddox
- 2009-2010 : Glenn Martin DDS : Bobby Panache (voix)
- 2010-2011 : Batman : L'Alliance des héros (Batman: The Brave and the Bold) : Barry Allen / The Flash (voix)
- 2010-2013 / 2019 : La Ligue des justiciers : Nouvelle Génération (Young Justice) : Oliver Queen / Green Arrow / Dr Simon Jones / Psimon / Leonard Snart (voix)
- 2011 : Good Vibes : Lonnie (voix)
- 2011-2012 : Le Monde selon Tim (The Life & Times of Tim) : Rodrigo / Arthur / Debbie (voix)
- 2011-2014 : Suburgatory : Noah Werner
- 2011-2012 / 2016 / 2020 : Robot Chicken : Pinky / Un pompier lego / Jeff Foxworthy / Jor-El / Remus Lupin / Orm Marius (voix)
- 2011 / 2013 / 2015-2022 : American Dad! : Hegel / Dr Kalgary / Gus Derwitt / Clint Magillicutty (voix)
- 2012 : Napoleon Dynamite : Officier Elwood (voix)
- 2012 : NTSF:SD:SUV : Sven
- 2012 : Robot and Monster : Cousin Gizmo (voix)
- 2013 : The Power Inside : Jack
- 2014 : Justified : Elias Marcos
- 2014-2015 : Newsreaders : Reagan Biscayne
- 2014-2016 : TripTank : Terrence / Simon / Buddha / Scrapey (voix)
- 2015-2017 : Adventure Time : Chatsberry (voix)
- 2015-2017 : Con Man : Wray Nerely
- 2015-2017 : Les Aventures du Chat potté (The Adventures of Puss in Boots) : Uli (voix)
- 2015 / 2020 : Rick et Morty (Rick & Morty) : Chris / Serviteur Glorzo (voix)
- 2016 : Clarence : Dan (voix)
- 2016-2017 : Powerless : Del Heller / Van Wayne
- 2017 : Dirk Gently, détective holistique (Dirk Gently's Holistic Detective Agency) : Osmund Priest
- 2017-2019 : The Tick : Dangerboat (voix)
- 2017-2021 : Baymax et les Nouveaux Héros (Big Hero 6: The Series) : Krei (voix)
- 2019 : Doom Patrol : Eric Morden / Mr Nobody
- 2019 : The Rookie : Le Flic de Los Angeles (The Rookie) : Elroy Basso
- 2019 : Santa Clarita Diet : Gary
- 2019-2023 : Harley Quinn : Le Joker / Basil Karlo / Gueule d'argile (voix)
- 2019-2021 : Final Space : Todd H. Watson (voix)
- 2020 : Larry et son nombril (Curb Your Enthusiasm) : Boris
- 2021 : Devil May Care : Le diable (voix)
- 2021 : M.O.D.O.K. : Arcade (voix)
- 2021–2025 : Resident Alien : Harry Vanderspeigle
- 2022 : Transformers : EarthSpark : Optimus Prime (voix)
- 2023 : Titans : Le Joker (caméo archive audio ; saison 4, épisode 9)
- 2024 : Creature Commandos : Dr Phosphorus / Gueule d'argile / Will Magnus (voix)
- 2025 : Andor : K-2SO (voix / capture de mouvement)

### Jeux vidéos
- 2007 : Halo 3 : Marine
- 2007 : Halo 3: ODST : Mickey
- 2013 : Injustice: Gods Among Us : Oliver « Ollie » Queen / Green Arrow
- 2015 : Infinite Crisis : Oliver « Ollie » Queen / Green Arrow
- 2015 : Star Wars Battlefront : K-2SO
- 2017 : Injustice 2 : Oliver « Ollie » Queen / Green Arrow

## Distinctions

### Récompenses
- 2012 : Annie Award du meilleur acteur de doublage pour le rôle de King Candy dans Les Mondes de Ralph.

## Voix francophones
En France, Alan Tudyk n'a à ce jour pas de voix régulière. Il a tout de même été doublé à trois reprises chacun par Jérôme Pauwels (V, Doom Patrol et Allô la Terre, ici Ned) ainsi que Serge Biavan (Suburgatory, The Rookie : Le Flic de Los Angeles et Larry et son nombril).
Occasionnellement, il a été doublé à deux reprises par Olivier Korol (Firefly, Serenity), Boris Rehlinger (Dodgeball ! Même pas mal !, Tucker et Dale fightent le mal), Vincent Ropion (En cloque, mode d'emploi, Dollhouse) et Éric Missoffe (28 jours en sursis, Arrested Development).
À titre exceptionnel, il est doublé par Constantin Pappas dans Chevalier, Martial Le Minoux dans Cœurs perdus en Atlantide, Tanguy Goasdoué dans Transformers 3, Nicolas Marié dans Abraham Lincoln, chasseur de vampires, Thierry Hancisse dans Le Labyrinthe : La Terre brûlée, Laurent Morteau dans Rogue One, Guillaume Orsat dans Santa Clarita Diet, Stéphane Roux dans Resident Alien et Emmanuel Curtil dans Superman.
Au Québec, Thiéry Dubé est sa voix la plus régulière, le doublant dans Grossesse surprise, Transformers 3, 42 et Dalton Trumbo. Daniel Lesourd le double quant à lui dans 28 jours, Serenity et 3:10 pour Yuma tandis qu'exceptionnellement, Nicolas Canuel est sa voix dans Ballon-chasseur : une vraie histoire de sous-estimés et Patrick Chouinard dans L'Épreuve : La Terre brûlée.